# Frederika van Oldenburg

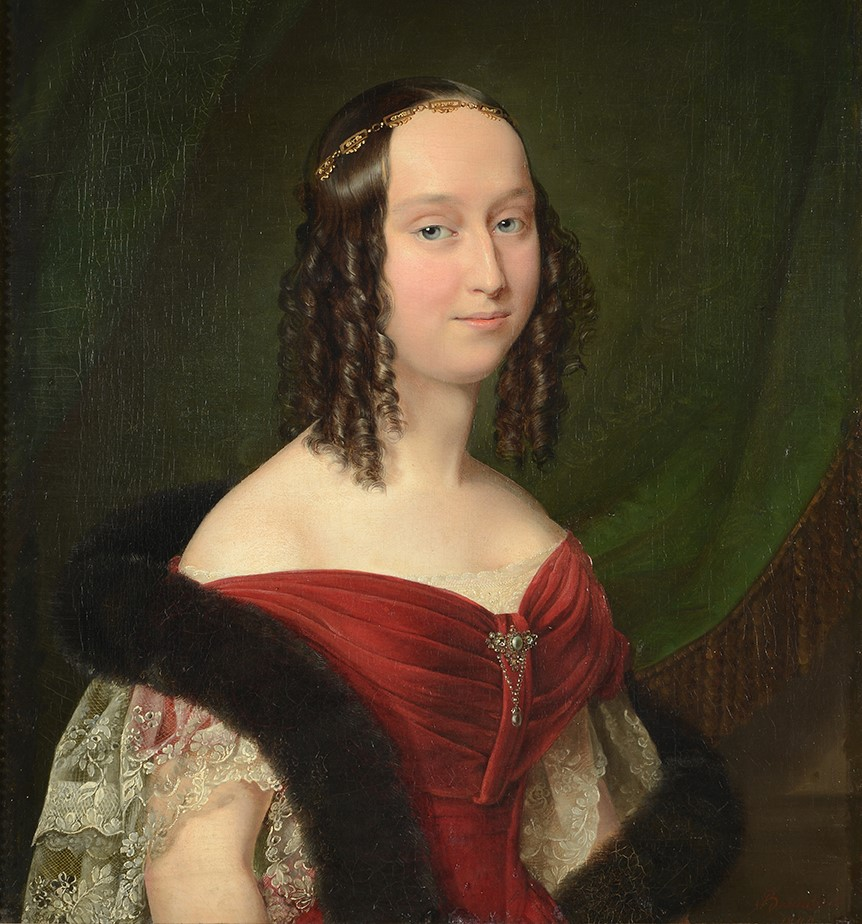
Frederika

Elisabeth Maria Fredrika van Oldenburg (Oldenburg, 8 juni 1820 - Pöls, 20 maart 1891) was een hertogin van Oldenburg, uit het Huis Holstein-Gottorp.
Zij was de tweede dochter van groothertog August van Oldenburg en diens eerste vrouw Adelheid van Anhalt-Bernburg-Schaumburg-Hoym. Adelheid overleed aan complicaties na de bevalling van haar jongste kind, waarna August hertrouwde met Adelheids zuster Ida, die later eveneens in het kraambed zou overlijden. Frederika's oudere zuster Amalia was als echtgenote van prins Otto van Beieren enkele jaren koningin van Griekenland.
Frederika trouwde op 15 augustus 1855 met Maximilian Emanuel von Washington. Het paar kreeg twee kinderen:
- George (1856-1930)
- Steven Lodewijk (1858-1899)